# Julie Dreyfus

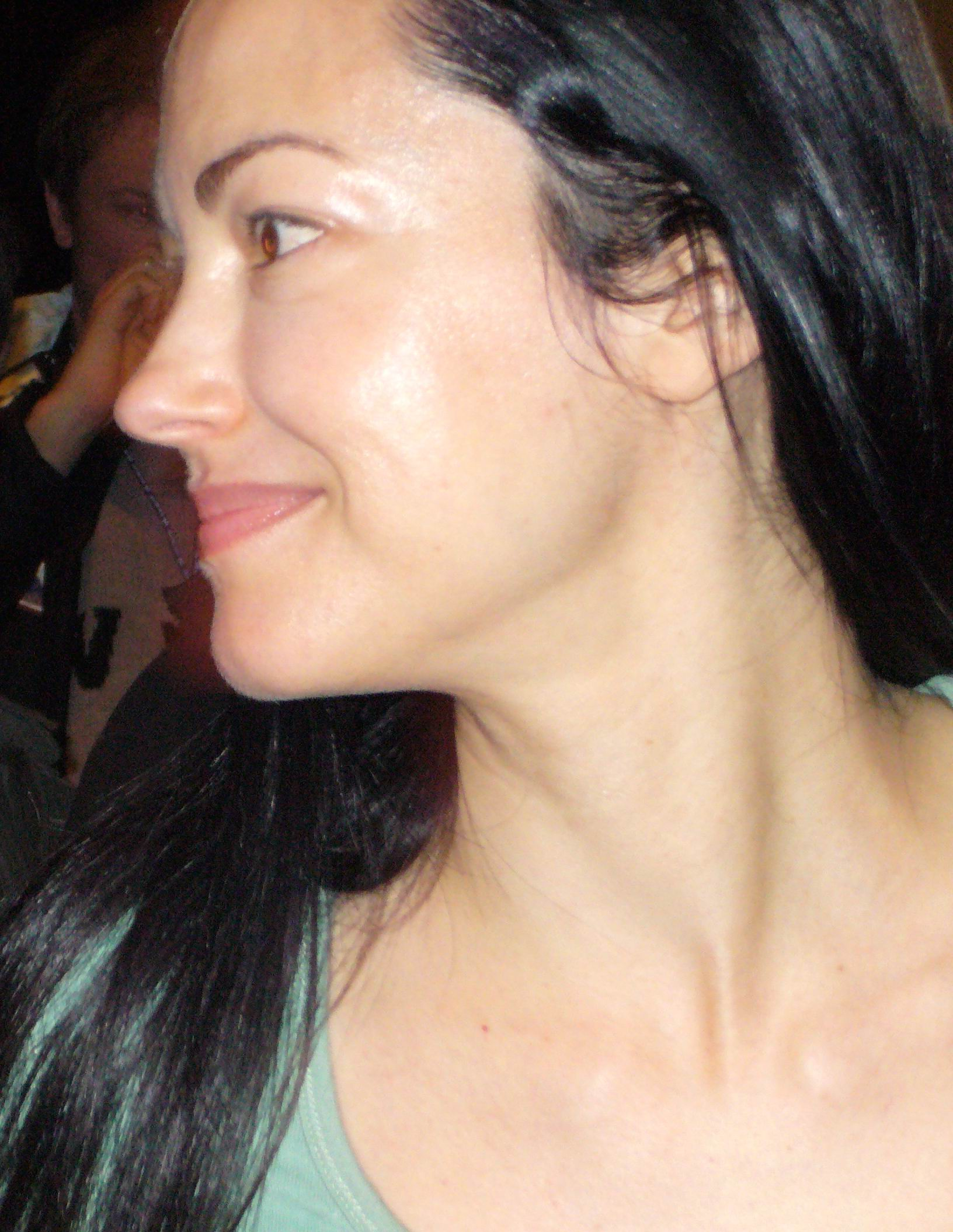
Julie Dreyfus (2007)

Julie Dreyfus (* 24. Januar 1966 in Paris) ist eine französische Schauspielerin. Sie ist vor allem durch ihre Darstellung in dem Film Kill Bill – Volume 1 bekannt.

## Leben
Die Tochter von Francis Dreyfus und Pascale Audret begann 1985 am nationalen Institut für orientalische Sprachen und Kulturen der Universität von Paris Japanisch zu lernen, da sich während ihres Studiums ein Interesse für die japanische Architektur entwickelt hatte. Nach ihrem Studium der Innenarchitektur wechselte sie zur Universität von Osaka, um ihre Sprachkenntnisse zu vertiefen. Nach diesem Intensivkurs arbeitete sie als Innenarchitektin in Japan. Die Japanische Rundfunkgesellschaft (NHK) engagierte Dreyfus für ihr Bildungsfernsehen in französischer Sprache. Aufgrund dieser Tätigkeit erlangte sie eine große Bekanntheit in der japanischen Fernsehlandschaft. Im Laufe der Zeit trat sie in verschiedenen Sendungen auf, so zum Beispiel als Gastjurorin in der Kochsendung Ryōri no Tetsujin.
Während eines Filmfestivals in Japan lernte sie Quentin Tarantino kennen. Dreyfus unterstützte Tarantino später beim Kill-Bill-Casting in Japan. Die Rolle der Sofie Fatale in diesem Film besetzte Tarantino mit Dreyfus. In Tarantinos Film Inglourious Basterds trat sie ebenfalls auf.

## Filmografie
- 1992: Toki rakujitsu
- 1994: Rampo
- 1995: A Feast at Midnight
- 1998: Legal Aliens
- 1999: The Godson
- 2000: Bathory
- 2002: Jean Moulin – Leben im Widerstand (Fernsehfilm)
- 2003: Kill Bill – Volume 1 (Kill Bill: Vol. 1)
- 2004: Kill Bill – Volume 2
- 2008: Tokyo!
- 2008: Vinyan
- 2009: Inglourious Basterds

## Auszeichnungen
- Central Ohio Film Critics Association Award bestes Ensemble (Inglourious Basterds)
- Screen Actors Guild Award bestes Ensemble (Inglourious Basterds)